# Општина Маја (Јаломица)
Маја (рум. Maia) општина је у Румунији у округу Јаломица.
Oпштина се налази на надморској висини од 72 m.

## Становништво

### Хронологија
| Година       | 2004 | 2005 | 2006 | 2007 | 2008 | 2009 | 2010 | 2011 | 2012 | 2013 | 2014 | 2015 | 2016 | 2017 |
| ------------ | ---- | ---- | ---- | ---- | ---- | ---- | ---- | ---- | ---- | ---- | ---- | ---- | ---- | ---- |
| Становништво | 1742 | 1748 | 1735 | 1745 | 1768 | 1781 | 1772 | 1748 | 1723 | 1700 | 1676 | 1661 | 1658 | 1648 |